# 郑桂林
郑桂林（1889年12月—1933年11月20日），原名郑国兴，字香庭，吉林省双阳县人，祖籍辽宁建昌县杨树湾子乡郑家沟。东北军军官，东北抗日义勇军司令、师长，中华人民共和国革命烈士。

## 生平
小学毕业后考入吉林省立第一师范学校，阅读《国事悲》、《英雄泪》等书刊获得了启蒙，立志教育救国。1919年考入北京私立朝阳大学法科。1928年考入东北讲武堂步兵科。1930年6月毕业，分配到东北军第六旅第八团任上尉副官。1931年夏，随张学良东北局主力入关参加平定石友三叛乱之役，被提升为第十三旅第六三七团作战参谋、少校副官等职。
九一八事变后，向北平的东北民众抗日救国会请愿，被任命为东北抗日义勇军第四十八路军司令。去独石口参加了察哈尔民众抗日同盟军，任第四军第一师师长。1933年9月同吉鸿昌、方振武、汤玉麟组成“抗日讨贼联军”，任暂编第一师师长、第五路总指挥。9月，抗日讨贼联军在日军和国军夹击下失败，郑桂林去北平、天津联络旧部。11月9日，郑桂林在天津法租界找吉鸿昌时，被国民党宪兵第三团蒋孝先的宪兵秘密逮捕。11月20日，以“反蒋”、“图谋不轨”等罪名，秘密处决于北平琉璃厂。
1987年1月，辽宁省人民政府追认郑桂林为革命烈士。
1979年公映的电影故事片《吉鸿昌》中粗犷豪放的郑师长，就是根据郑桂林的原型塑造的。